# 十字軍東征

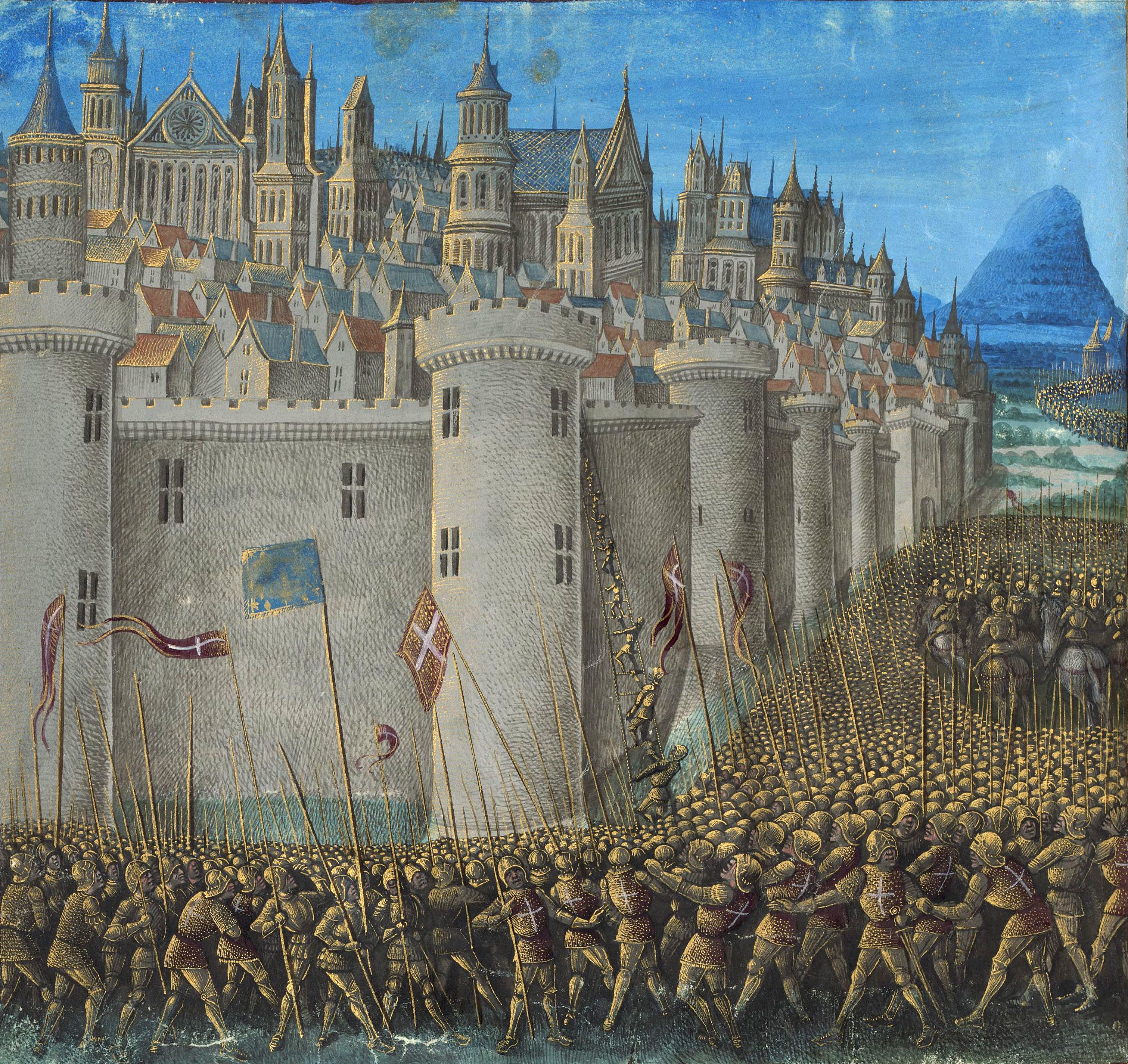
第一次十字軍東征時的安條克之圍，出自中世紀的泥金裝飾手抄本，Jean Colombe作品，約1490年。

十字軍東征（拉丁語：Cruciata；1096年－1291年）是一系列在天主教教宗的准許下的战争，由西欧的封建領地主和骑士对被他們視為侵略者的伊斯兰政权（地中海东岸）发动持续近200年的战争。十字軍東征最初參與成員，例如：騎士、商人、農民，多數是自願的，受拜占庭帝國之邀、以及羅馬教廷的認可下，參與奪回聖地戰爭。這些十字軍也非拜占庭帝國主力部隊。东正教徒也参加其中幾次十字军。
参加这场战争的士兵配有十字标志，因此称为十字军。十字军主要是天主教會势力对穆斯林統治的西亞地区作佔領并建了一些基督教国家，因而也被形象的比喻为“十字架反对弓月”；但也涉及对“基督教异端”、其他异教徒和对其他天主教会及封建领主的“敌对势力”的征服，如第四次十字軍東征因威尼斯共和國的煽動而将矛头指向了東正教的拜占庭帝國。
天主教徒相信，十字军的最初目的是收复被穆斯林统治的圣地耶路撒冷。当塞尔柱土耳其的穆斯林與基督教的拜占庭帝国在安纳托利亚对戰並取得军事胜利後，十字军的战役为响应拜占廷帝國的求助而被点燃了。旷日持久的战役断断续续在黎凡特地区展开，战争中敌友双方界线不完全是按宗教划定，例如第五次东征时基督徒们与罗姆苏丹国结盟。十字军雖然以捍衛宗教、解放聖地為口號，但實際上是以政治、社會與經濟等目的為主，伴随着一定程度上的劫掠，参加东征的各个集团都有自己的目的，甚至在1204年的第四次十字軍東征劫掠了天主教兄弟東正教拜占庭首都君士坦丁堡，以及在1271年第九次十字軍東征和蒙古四大汗國之一的伊兒汗國結盟一起攻打埃及穆斯林。所以，美国学者朱迪斯·M·本内特在他的著作《欧洲中世纪史》裏写道，「十字军远征聚合了当时的三大时代热潮：宗教、战争和贪慾」。到1291年，基督教世界在叙利亚海岸最后一个桥头堡——阿卡被攻陷，十字军国家的命运告终。十字军东征對西方基督教世界造成了深远的社会、经济和政治影响，其中有些痕跡至今尚存。

## 历史

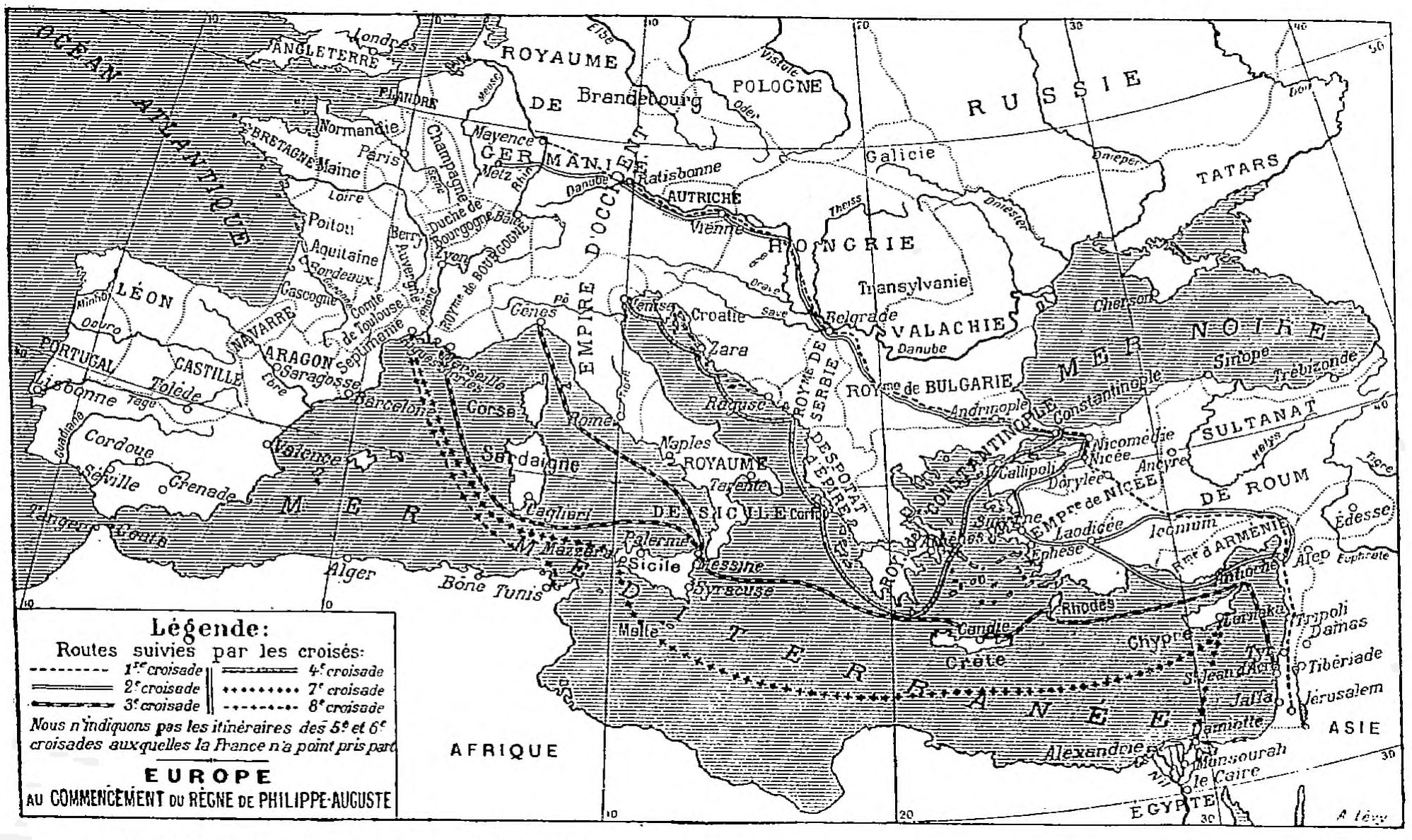
十字軍東征地图

关于十字军东征的起源和历史背景，在历史学界存在广泛的争议。一般来说，它与11世纪欧洲的社会和政治形势、天主教会改革、基督教与伊斯兰教在欧洲和中东地区的斗争有着紧密的联系。

### 穆斯林的扩张
从第一世纪开始，创始于罗马帝国境內犹太省（今以色列、巴勒斯坦地区）的基督教迅速传遍罗马帝国。4世纪时的基督教已是罗马帝国的最大宗教，313年米兰敕令使之合法化，並在380年時狄奧多西大帝任內成為為羅馬帝國的國教。在随后的几个世纪，耶路撒冷、巴勒斯坦和叙利亚地区都处于罗马帝国及其分裂后的拜占庭帝国（東羅馬帝國）境内，基督徒在圣地占据压倒性优势。
7世纪，伊斯兰教在阿拉伯半岛兴起，先知穆罕默德的後繼者——四大哈里發時期的穆斯林们迅速向阿拉伯半岛以外的地区扩张，中东的历史格局从此发生巨变。而此时拜占廷帝国和波斯的萨珊帝国因彼此的连年战争而筋疲力竭，人民厭戰，新兴的穆斯林从中得利，輕易擊敗兩個帝國。穆斯林在636年的约旦击败拜占廷军队，并于638年占领了圣地耶路撒冷，穆斯林稱為古都斯。在7世纪的剩余时间里，阿拉伯人不可阻挡地向北方和西方驱进。阿拉伯军队于711年渡过直布罗陀海峡，并击败了西哥特人；次年扩张至伊比利亚半岛中部（今西班牙）；到8世纪30年代，在歐洲西面，以北非柏柏爾人為主的穆斯林征服者挺进到法兰克王国的心脏地带，却在732年的图尔战役中被查理·马特挫败，其在西欧的扩张步伐遂被遏止。而在東面，717年—718年君士坦丁堡重挫了倭马亚王朝阿拉伯人的围攻，到9世纪时西西里岛和许多其他地中海岛屿已被阿拉伯人夺取。
在这场征服风暴过去后的时期，尤其是在阿巴斯王朝时代，儘管相比於倭马亚王朝宗教政策較為不寬容，然而雙方關係尚稱融洽，在耶路撒冷有倭马亚王朝所建立的年集市，吸引了大批西欧商人和朝圣者。在《圣阿丹南传》里，对下列情况表示惊讶：“来自各国的无数商人群众，常聚集于耶路撒冷来互相进行买卖。”在869年耶路撒冷主教狄奥多西写给君士坦丁堡的同僚的信里，赞扬了萨拉森人的宽大政策，因为基督徒可以建造教堂并依照他们自己的法律过活。10世纪開始，東羅馬國力日盛並對穆斯林諸國威脅加劇，穆斯林開始引進突厥人雇傭軍。突厥人的宗教政策並不如阿拉伯人寬容，同時什叶派等較為排外的穆斯林宗派勢力也開始抬頭。雙方衝突日益加劇。
909年，伊斯兰教什叶派首领在突尼斯以法蒂玛和阿里的后裔自居，自称哈里发，是为法蒂玛王朝（中国史书称“绿衣大食”），建都马赫迪亚（969年迁至开罗）。1009年，西方对穆斯林态度发生了巨变，日後圣地的統治權在十字軍出現前反覆在什叶派（开罗）和遜尼派（巴格達）政權之間交替。这一年， 第六任埃及法蒂玛王朝哈里发暴君哈基姆下令摧毁包括圣墓教堂在内的所有耶路撒冷基督教堂和犹太会堂，加深了对非穆斯林的迫害。基督教徒到耶路撒冷朝聖的路被封，在近東，朝聖者受新入主西亞的突厥奴隸軍人穆斯林侮辱的消息傳至西歐，基督教與伊斯蘭教互相對立氣氛更加嚴重。
1039年，在埃及，哈基姆的继任者恢復宗教寬容政策，允许拜占庭重建圣墓教堂，雙方關係再次和平。随后，朝圣者被允许往来于圣地，同时突厥穆斯林統治者们也開始认识到朝圣者之于增加财源的重要性。因此，对异教的迫害中止。然而，破坏毕竟已经造成，而后来的塞尔柱人（另一支入主西亞的突厥人）加剧了基督教世界的堪忧。 

1092年的塞尔柱帝国

塞尔柱人原是突厥乌古斯部落联盟的一支，居于中亚吉尔吉斯草原，以其酋长塞尔柱命名。1037年，日益强盛的塞尔柱人建立王朝。1055年，塞尔柱王朝推翻白益王朝，控制了巴格达的哈里发政权。塞尔柱帝国的扩张引发了与拜占庭帝国和法蒂玛王朝在中东地区的利益冲突，其中1071年在曼齐刻尔特一役中拜占庭的惨败，以及1073年（一说1076年）耶路撒冷为塞尔柱人所占领，对十字军东征产生了刺激作用。
在塞尔柱突厥人的统治之下，叙利亚和巴勒斯坦的人民及基督徒的地位，史学界尚存争议。从摩西·吉尔的著作和现存的古手稿残片来看，“塞尔柱的占领巴勒斯坦时期（1073年—1098年），屠戮多，人口减少，文物遭肆意破坏…”。一般認為，塞尔柱突厥人常刁難、虐待前來耶路撒冷朝聖的基督徒。但是，美国史学家詹姆斯·W·汤普逊援引拉姆塞的话说，“塞尔柱苏丹以极其宽大和容忍的态度，来统治他们的基督教臣民，甚至有偏见的拜占庭历史学家，也隐约谈到：基督徒在很多情况下宁愿受苏丹的统治而不愿受此前的皇帝的统治……至于宗教迫害，在塞尔柱时代，没有一点痕跡。”。「既然11世纪以前穆斯林的统治和11世纪土耳其人的统治并没有那么大的反差，而西欧的反应却反差强烈，甚至会大量流传关于土耳其人虐待的說法，那只能说明同过去相比西欧这一方发生了变化。」。

### 拜占庭帝国
馬其頓王朝開始後，國勢恢復的東羅馬對法蒂瑪王朝等西亞回教諸國的戰爭開始再度白熱化。1025年，巴西爾二世駕崩後，由於連年內戰，東羅馬國勢日衰。1071年，塞尔柱帝国在曼齐刻尔特战役中大勝拜占庭帝国军队，结果使拜占庭丧失了大半的国土，其版图只限于巴尔干半岛一隅和安纳托利亚西北角。至此東羅馬無力單獨對抗穆斯林威脅，君士坦丁堡方面因為失去安納托利亞作為屏障，不得不寻求西方的军事援助。作为对曼齐刻尔特局势的回应，1074年，教宗额我略七世发出名为“上帝的士兵”（milites Christi）呼吁，而这常常为当时的西欧所忽视。

### 西欧的变革

#### 社会
11世纪前，欧洲人口并不多，许多人受着贫困的侵袭；木质城堡局限了人们的视野；货币不流通，文化只见于王宫和修道院。权力分散和野蛮粗暴是这个时代的特征。1000年左右开始，大规模的人口迁移趋停，人口逐渐增加。农民们有了较好的工具，他们开垦荒地和森林以扩大耕地，富余粮食也越来越多。城市居民增加，开始有别于乡村，不过这些城市规模远小于东方。在东方许多港口，西欧人的身影较频繁出现了。随着基督教在维京人、马扎儿人和斯拉夫人中的传播和加洛林王朝的崩溃，西欧国家的疆域逐渐趋稳；另外，采邑制更加普及，封建领主遍布，他们买得起包括战马在内的作战装备，这些领主以及随从们被称为“骑士”，成为贵族阶层的一个象征，建立在日耳曼崇尚勇武、荣誉和忠诚传统上的骑士制度逐渐成形。许多国家内战、民族迫害和领主间的私战等暴力事件不断发生，像公国、伯国这样的封建领地实力相对均衡。贵族阶层的作战和冒险欲望强烈，这与当时天主教廷发布旨在使人们克制暴力的“上帝和平、上帝休战”运动相矛盾。

#### 宗教

##### 朝圣的世俗化
11世纪的欧洲正处于克吕尼运动的高峰期，宗教的思想观念与感情已深入到人们的骨髓，人们的时空观、财富观、劳动观以及其他一切行为，无不受到基督教的深刻而持久的作用，在几乎任何一个教堂或小村庄都会听到人们发自内心的对天国的追求和对地狱的恐惧。十字军東征发生前的10—11世纪之交，正值基督教史上的所谓“世界末日”，而这时的西欧也正处于长期的荒年。。人们疯狂地相信《启示录》中提到的基督在十字架上被钉死以来的千年末日已经来临，类似“世界末日之时，西方皇帝会在耶路撒冷加冕，并与反基督的异教徒在那里战斗”的传言在欧洲各地到处散播。
在这种压力下，一种强烈的“赎罪”与“修来世”的意识成为当时的社会时尚，人们把现实苦难看作是上帝对其的惩罚，积极提倡苦修、禁欲、补赎，并由此引发出狂热的对物崇拜和圣地朝圣。在欧洲圣地朝圣早已有之，但此刻的朝圣被教会赋予了新的含义，即朝圣本身也是一种补赎，朝圣者启程之始要象教士一样立誓信教，朝圣期间要过独身生活，并要朝圣者到达圣地进行祈祷时，“他本身已具有了一种权力，可杀一个邪恶的人或治愈一个病人”。到11世纪时，欧洲朝圣者的人数空前增长。原先小规模的朝圣被大规模的忏悔朝圣所代替。1054年康布雷主教率领3000名朝圣者前往耶路撒冷；1064年—1065年德国科隆、美因兹等地的主教率领上万名基督徒和一支拥有相当人数军队组成的朝圣大军前往耶路撒冷，结果约有3000人在途中倒毙。在当时宗教文化浓厚的时代氛围中，去往圣地进行“圣战”成为一条便捷的赎罪途径，对于穷苦又无援的民众来说，朝圣或到东方去“圣战”也是他们改善命运的出路。

##### 教会政治斗争

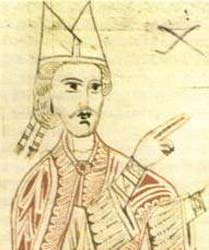
教宗额我略七世

东欧的拜占庭帝国长期奉行的东正教派，并与罗马的天主派在神学、教会组织等各方面的分歧不断扩大。1053年，拜占庭帝国基督教会君士坦丁堡牧首米海尔一世，因君士坦丁堡的拉丁礼教堂拒绝使用希腊礼拜仪式，遂将其全数关闭。聖座提出抗议。米海尔一世反而质问西方教会弥撒用无酵饼源自犹太人实为异端（新约圣经格林多前书5:8 所以我们过节，不可用旧酵母，也不可用奸诈和邪恶的酵母，而只可用纯洁和真诚的无酵饼）。教宗良九世派了亨拜枢机至君士坦丁堡，與米海尔一世谈判，但是双方各不相让，谈判破裂。1054年7月14日亨拜进入圣索非亚大教堂，将开除米海尔一世教籍的判书放到祭台上，出了教堂。而米海尔一世不肯屈服，当众把教宗送来的诏书烧毁。之后教宗和君士坦丁堡牧首相互绝罚，基督教正式分裂为西方的天主教會（拉丁教會）和東方的東正教會（希臘教會）。有历史学家认为，虽然发起第一次十字军东征的教宗乌尔巴诺二世没有提及聖座谋求在东方的影响力，但不失为号召十字军的目的之一。
从罗马帝国晚期到11世纪，教会官员的任命尽管理论上是罗马天主教会的任务，但实际上由世俗权威履行。主教和修道院长们接受世俗权利，买卖圣职活动泛滥，甚至神圣罗马帝国皇帝对聖座施加影响。教宗額我略七世（1073年—1085年在位）因应当时的宗教改革呼声，提出的教会的權柄高于政治的權柄，并下令禁止貴族私自封立主教及指派教會職位，要求聖品人員嚴守獨身的誓言。然而，这对西方基督教世界的封建统治者们，尤其是靠日耳曼主教和伦巴底主教支持的神圣罗马帝国皇帝亨利四世构成威胁，因此发生了叙任权斗争。教宗和皇帝双方势力都需要引导舆论获取民众支持，而号召人们对圣地的宗教热情对确立教宗的“普世权威”是有利的。

#### 经济
实际上，来往朝圣的人们中有不少带着朝圣者和商人的双重角色。如10世纪末期，一些意大利商人利用拜占庭给他们的保护建立了同埃及与叙利亚的商业关系。他们对圣地表现出热忱，在安提阿和耶路撒冷为朝圣者建造旅舍。后来，穆斯林与热那亚和比萨舰队作战失利，加之诺曼人征服西西里（1090年），伊斯兰势力逐渐丧失了在地中海的优势地位，意大利沿岸各共和国的商业野心受到了有力的刺激。

### 东征前的十字军

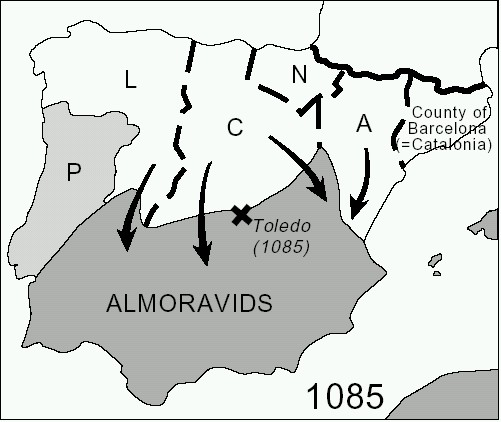
1085年的伊比利亚半岛：南方的伊斯兰国家穆拉比特和北方的基督教诸王国（A阿拉贡王国，C卡斯蒂利亚王国，L莱昂王国，N纳瓦尔王国，P葡萄牙王国）

实际上基督徒对穆斯林的“圣战”的序幕在东征之前就已拉开，如1090年意大利南部皈依基督教的诺曼人从穆斯林手中夺回了西西里岛。而最早的十字军运动发生在西欧的边缘——伊比利亚半岛，西欧的基督徒与穆斯林的矛盾在此表现最为剧烈。早年阿拉伯人入侵并灭亡西哥特王国时，半岛上就开始了收复失地运动。11世纪，支援伊比利亚人对异教徒的战斗的外国骑士（主要来自法国）增多，同时半岛北方基督教的卡斯蒂利亚王国与莱昂王国实现了联合。在第一次十字军东征前夕，作为与东征部队的呼应，教宗乌尔巴诺二世便鼓励这里的基督徒们收复塔拉戈纳。

### 克萊芒會議

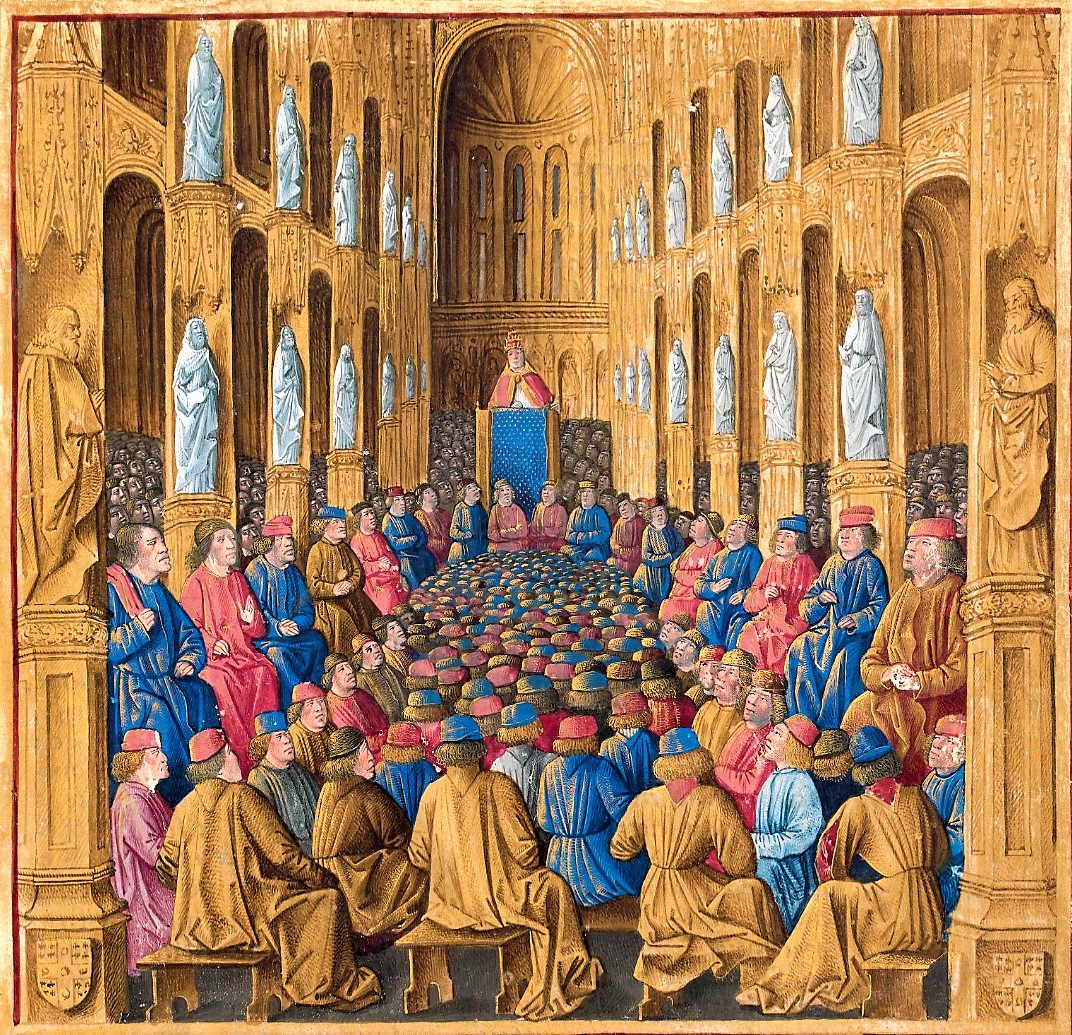
乌尔巴诺二世在克萊芒做东征的号召

教宗烏爾巴諾二世在1095年11月在義大利皮亚琴察召開宗教會議，正好東正教的拜占庭皇帝派來特使在會議上痛陳突厥人西侵的壓迫，於是教宗在會議上疾呼西歐應收復聖地並解救同為基督教兄弟的危難，但對抗強大的穆斯林勢力必須有更多的團結勢力，於是教宗在同年12月冬天在法國克萊芒召開更大的基督教會議發表演說以號召更多響應者，此次參與會議多達數萬人並且包含了各地大主教與封建貴族騎士與平民，造成貴族與平民間熱烈響應，並且確立以十字記號為軍隊徽幟，制訂大量徽章大量發放，十字軍的名稱由此而來。

## 正統十字軍東征戰事
正統十字軍東征的性質為奪回聖地、鏟除異教徒的十字軍。

### 第一次十字軍東征

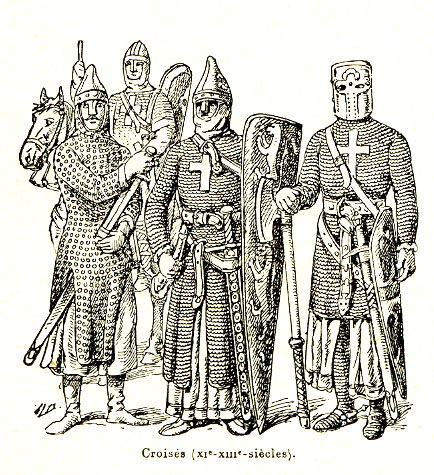
十字军的装束

克莱蒙特会议后，在教宗乌尔巴诺二世的指导下，加之对经济和精神特权的憧憬，西欧许多社会阶层都跃跃欲试，指望在十字军东征中能够碰到好运气，改变自己的处境。第一次十字军空前需要现款，这导致了经济社会一度混乱。许多主教、贵族，甚至农民拿出了窖藏多年甚至百年的货币，法兰克帝国瓦解和早期封建割据的局面可见一斑。不少贵族、自由人为踏上征途而千方百计获取装备、物资和现款，包括出售不动产、掠夺犹太人等等。
教宗委派一批正式传教士到欧洲各地向骑士阶层宣传十字军运动，預定于1096年8月由欧洲武装骑士组成部队出发。然而，有一些自告奋勇的狂热宣传分子同时鼓动了下层贫民。这些被鼓动的贫民或来自于领主的农民和仆役，或有城市流民、亡命之人等等，他们或许不知道十字军的宣传意义，但他们知道要摆脱目前的困顿和窘况。1096年3月，在隱士彼得和沃爾特·桑薩瓦爾的率领下，这些平民迫不及待地自行组织出发了，即平民十字军。
这群“军队”似乎不是前去作战，去同基督教的敌人搏斗，而更像是举家移民。“他们以牛羊当作马用，沿途拖着双轮小车，车上堆着破碎的行李和孩子们，每经过一个堡垒或城镇，孩子们伸手问道，‘这是耶路撒冷吗？’。”这只看似可怜的队伍，却漫无纪律，沿途残忍地进行劫掠和屠戮，许多犹太人、匈牙利人等在他们眼中看起来像“异教徒”的人都惨死在他们手下，但他们本身损伤惨重，疾病、斗殴和贫困让这支队伍渐趋萎靡。在死去过半人的情况下，平民十字军到达君士坦丁堡，又被君士坦丁堡的皇帝打发到小亚细亚迎战精锐的突厥人，几乎全军覆没。1096年秋天，由武装贵族和骑士组成的正规十字军开始出发。1099年，十字军占领埃及法蒂玛王朝穆斯林控制下的耶路撒冷，並建立了十字軍國家的耶路撒冷王国和三个附属小国：伊德萨伯国、的黎波里伯国、安条克公国。這次戰事中十字軍屠杀了安提阿和耶路撒冷二城。

### 第二次十字军东征
1144年，穆斯林開始反擊，塞爾柱人摩蘇爾總督贊吉攻打伊德萨伯国。耶路撒冷国王向法王路易七世和德国国王康拉德三世求援，开始了第二次十字军东征（1147年 - 1149年），结果失败，伊德萨伯国灭亡。期間因贊吉遇刺，便由其子努爾丁繼承其位，積極統合穆斯林世界的力量，為日後的薩拉丁反收復耶路撒冷作準備。

### 第三次十字军东征
1187年，埃及此时已经更换为阿尤布王朝，並統一了伊斯蘭世界中前什葉派統治的法蒂玛王朝和遜尼派巴格達兩者的力量，其苏丹是連西方人都稱讚有騎士風度的萨拉丁，他以聖戰為號召，動員穆斯林軍隊反攻十字軍國家，最終成功攻克耶路撒冷，俘虏了耶路撒冷国王。神圣罗马帝国皇帝腓特烈一世（红胡子）、英国狮心王理查一世和法王腓力二世发动了第三次十字军东征（1189年 - 1192年），腓特烈一世在途中坠水而死，其部队退出战争。法王腓力二世與英王理查一世及後不和，腓力以國內發生糾紛為藉口，途中返回法國，最終只剩理查孤軍力戰薩拉丁。萨拉丁进行了顽强的抵抗，最终达成停战协议。

### 第四次十字军东征

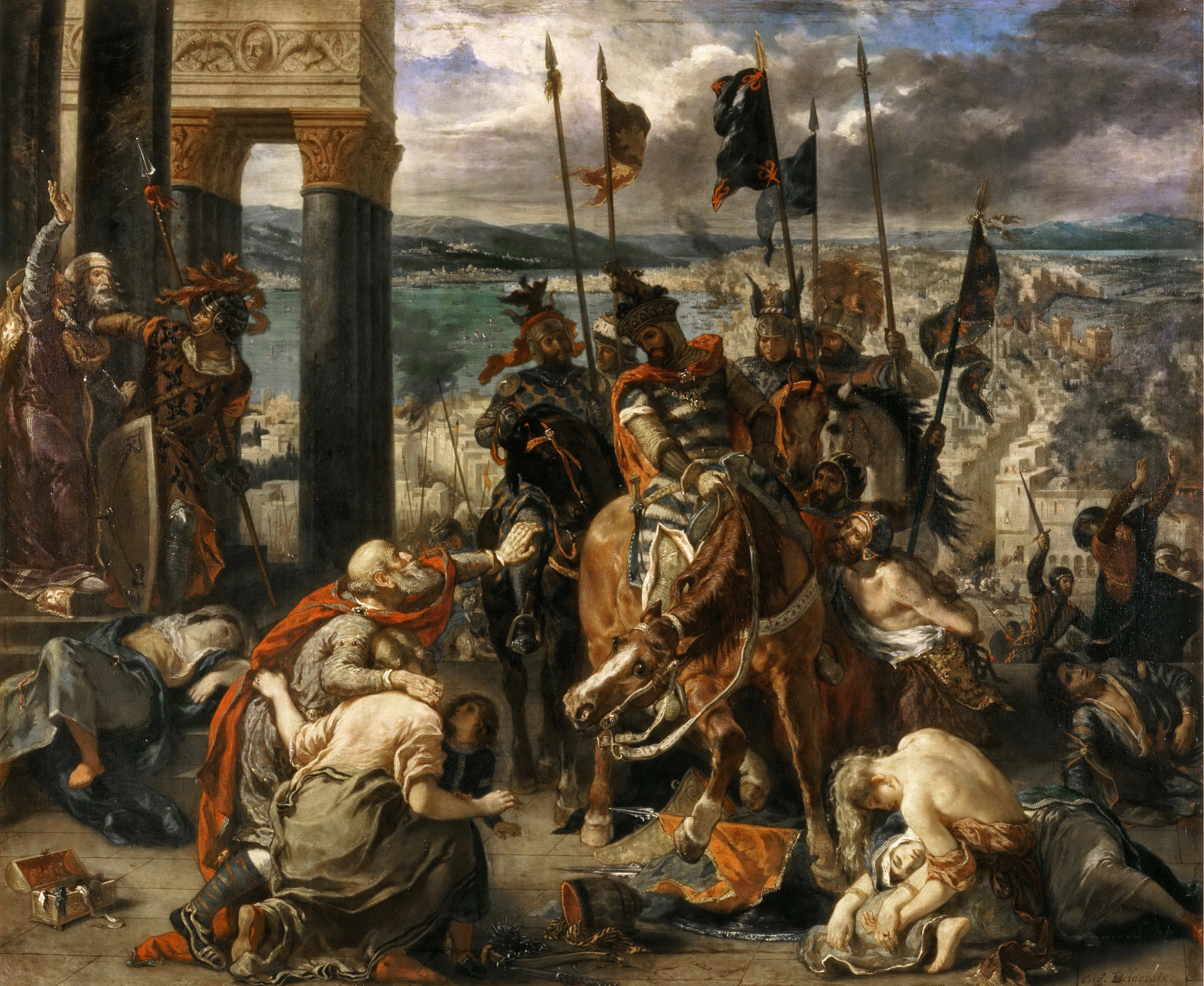
《十字军进入君士坦丁堡》，德拉克洛瓦1840年作

1202年，教宗依诺增爵三世发起了第四次十字军东征（1202年－1204年）。最初的目标是埃及，后来受威尼斯的利誘，改变了军事计划，攻占了君士坦丁堡，掠夺並屠殺达一星期之久，拜占庭帝国的大部分土地也被攻克，并建立了拉丁帝国（1204年－1261年）。
1204年，法国国王腓力二世兼并了诺曼底公国的全部领土，法英交恶。1215年，英格兰贵族强迫英国国王约翰签订《大宪章》，要求王室尊重司法过程，接受王权受法律的限制。约翰无意遵守，随即爆发内战。次年约翰病逝，内战停火。

### 第五次十字军东征
教宗依诺增爵三世生前发起，1218年开始的第五次十字军东征（1218年－1221年），以埃及阿尤布王朝为进攻目标。1219年攻占埃及杜姆亚特，1221年由于尼罗河水泛滥被迫撤退。
几乎于此同时，1219年至1221年，蒙古帝國成吉思汗发动蒙古第一次西征，灭穆斯林的花剌子模帝國，令伊斯蘭世界兩面受敵。

### 第六次十字军东征
第六次十字军东征（1228年－1229年）仍然以埃及阿尤布王朝为进攻对象。神圣罗马帝国皇帝腓特烈二世透过军事压力和谈判，为耶路撒冷第二王国取得耶路撒冷、伯利恒和通往地中海的走廊。但是到1244年耶路撒冷再度被流亡的花剌子模穆斯林占领。

### 第七次十字军东征
法王路易九世发动第七次十字军东征（1248年－1254年），进攻埃及阿尤布王朝，因水土不服導致的瘧疾，以及缺乏補給，最終被埃及马木留克奴隶兵团击败，路易九世被俘，1250年以大笔赎金赎回。阿尤布王朝也于1250年被马木留克王朝取代。
1252年至1260年，成吉思汗四子拖雷的三子旭烈兀率领10万蒙古军进行蒙古第三次西征，由伊斯蘭世界東方背後入侵，自中亞進攻，灭末代阿拉伯帝國阿拔斯王朝哈里發，蒙古铁騎血洗巴格達，之後攻滅羅姆蘇丹國，並間接令東羅馬帝國從十字軍的拉丁帝國復辟，再消滅困擾十字軍的大敵—阿尤布王朝，大有把西亞穆斯林勢力連根拔起之勢，但因蒙哥汗在南宋戰死令蒙古軍隊主力返回東亞，留在耶路撒冷附近的一小撮蒙古軍在阿音札魯特戰役戰败给埃及马穆鲁克王朝，之後旭烈兀返回波斯在那裡建立了西起小亞細亞東至阿富汗的伊儿汗国，並且有伊斯蘭的羅姆蘇丹國作為附屬國，繼續侵擾埃及馬木留克王朝的敘利亞，並和東羅馬帝國結盟（拜占庭-蒙古聯盟），近東伊斯蘭世界的存亡岌岌可危。

### 第八次十字军东征
1270年，此次东征由法王路易九世领导，进攻突尼斯穆斯林哈夫斯王朝。路上发生流行病，路易九世染病身亡，军队撤退。

### 第九次十字军东征
第九次十字军东征，有时也被合并成第八次东征的一部分。由英格蘭王儲愛德華王子於1271及1272年發動。他获知法王路易九世在西线失败之后，率军渡海在巴勒斯坦阿卡登陆，企图从东线进攻。初期愛德華獲得了軍事上的勝利，但最後由於十字軍已經嚴重地失去對聖戰的熱情，內訌連連，無法調和，和十字軍同盟的蒙古伊兒汗國又被埃及擊退，最後與穆斯林締結和約、黯然回鄉。
此后，十字军在东方的领土逐渐落入穆斯林手中。1291年，最后一个据点阿卡（今以色列北部城市）被埃及马木留克鐵騎攻陷，耶路撒冷王国灭亡。

## 非奪回聖地的十字軍東征戰事
非奪回聖地十字軍東征的性質為目的並非奪回聖地，而是其他理由鏟除異教徒的十字軍。

### 北方十字军

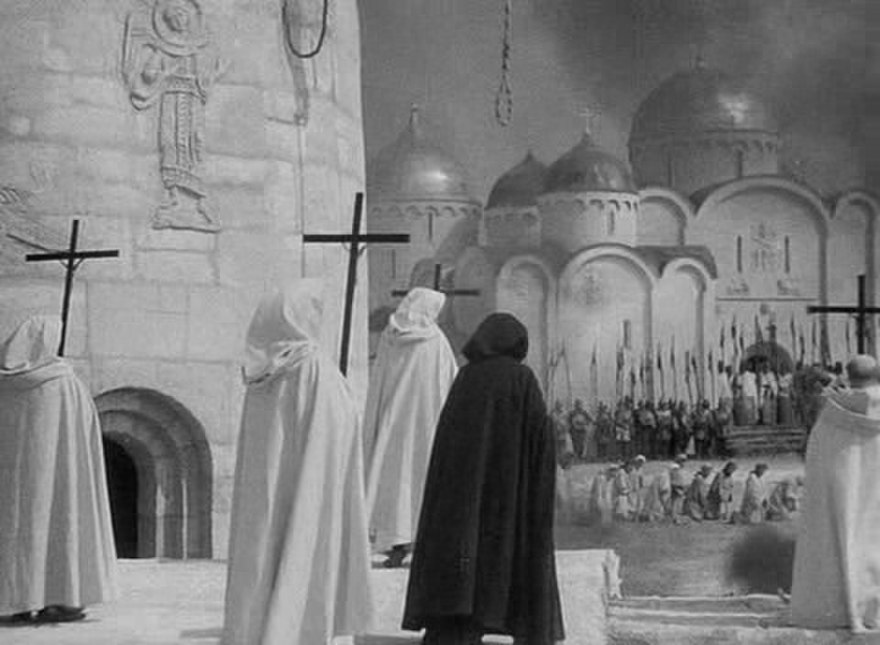
影视作品中对1240年時的條頓騎士團进入普斯科夫的描绘，截图来自1938年苏联电影《亚历山大·涅夫斯基》。

北方十字军戰役是由丹麦和瑞典信奉天主教的国王，德意志的寶劍騎士團及条顿骑士团和他们的盟友針对北欧波罗的海东南部，信奉異教的立陶宛大公國发起的十字军戰役。瑞典和德意志为反对俄罗斯的东正教徒而发起的战役，有時候也被認為是北方十字军戰役的一部分。这些战争中的一部分在中世纪時就被称為十字军戰役，但是其他部分，包括大部分的瑞典的部分，到19世纪才第一次被浪漫民族主义历史学者称为十字军戰役。波罗的海东部因为军事征服而改变：首先是利沃尼亚人、拉特加利亚人和爱沙尼亚人，然后是瑟米利亚人、库尔兰人、普鲁士人和芬兰人，都被丹麦人、德意志人和瑞典人合伙击败、洗礼、占领，甚至有時候灭绝。

### 尼科波利斯十字军
1390年，奥斯曼土耳其军队进攻拜占庭帝国。拜占廷皇帝曼努埃尔二世向教宗发出呼吁，请求支援。受此请求，教宗博義九世呼吁，由神圣罗马帝国皇帝西吉斯蒙德和法国勃艮第公爵组织了最后一次十字军远征，由勃艮第公爵的儿子无畏的约翰统率。1396年9月28日，最后一支十字军队伍在尼科堡战役中被土耳其军队打败，這也是最后一次十字军。

## 其他十字軍戰事

### 阿爾比十字军
阿爾比十字軍的性質為鏟除基督教異端的十字軍。
阿爾比十字軍或卡特裏派十字軍，教宗諾森三世發起為剷除卡特裏派（又稱阿爾比派），對法蘭西南部隆格多克發動的長達二十年的軍事討伐。
教宗依诺增爵三世曾經屢次想要同化基督教派阿爾比派，但最終還是失敗。1209年，諾森三世發起了「阿爾比十字軍」，討伐整個法國南部的阿爾比派。此次暴力鎮壓經歷20年（1209-1229）。自此，阿爾比派全被異端裁判所除滅，至14世紀末期，該派逐漸消失。

### 阿拉貢十字軍
阿拉貢十字軍的性質為鏟除教宗政敵的十字軍。
阿拉貢十字軍，由教宗瑪定四世發起，對阿拉貢王國的佩德罗三世發動。该十字军是教宗为制裁西西里晚祷战争中阿拉贡国王佩德罗三世占据西西里岛所发动的，一些历史学家称其为“卡佩王朝进行过的最非正义，最不必要和最灾难性的军事冒险”，法王腓力三世的军事行动以大败告终。

### 德賓塞十字軍
德賓塞十字軍的性質為鏟除教宗政敵的十字軍。
德賓塞十字軍，發生在天主教會大分裂時期，教宗烏爾巴諾六世利用英法百年戰爭命令英格蘭對亞維儂教廷支持者發動。

### 胡斯十字军
胡斯十字军的性質為鏟除基督教異端的十字軍。
胡斯戰爭，教宗瑪定五世發出了教宗詔書組織十字軍要消滅胡斯派。

## 類似十字軍戰事
- 1212年，传说教会在法国和德意志组织儿童十字军东征。有学者认为参与者其实多为流浪人员。
- 挪威十字軍，由西居尔一世率領，後來協助耶路撒冷國王鮑德溫一世攻占西頓。然而挪威十字軍是自發，沒有受到教宗徵召，比較像是第一次十字軍東征的延續。
- 牧人十字军，法王圣路易在第七次东征被俘后，法国的牧人和农夫等因宗教狂热对教会势力发动的一场叛乱。
- 聖地亞哥騎士團、阿尔坎塔拉骑士团、卡拉特拉瓦骑士团和阿维什骑士团是以收复失地运动中为收復伊比利亞，驅逐穆斯林摩爾人為使命而创立的军事修会。
- 四大汗國之一金帳汗國入侵波蘭，金帳蒙古軍在波蘭王國多處屠城，後來教宗亞歷山大四世發動了十字軍對抗蒙古韃靼人。
- 四大汗國之一伊兒汗國，可汗阿八哈因先前被阿拉伯-突厥血統的馬穆魯克人打敗，鼎力支持第八次十字軍東征，於第九次十字軍東征出動一萬蒙古鐵騎進攻埃及穆斯林統治下的敍利亞，未能成功。

## 在十字軍東征的影響
- 第一次十字軍由西歐封建貴族騎士們在西亞建立了短暫王國，耶路撒冷王國僅維持了88年，但是十字軍東征卻对地中海沿岸国家人民包括（猶太人、東方基督教徒和穆斯林）都带来了深重灾难，加上來自東亞的蒙古帝國背刺，伊斯蘭世界無法再恢復到阿拉伯帝國時期的強大，直到奥斯曼土耳其人的崛起。但是也因十字軍在威尼斯共和國幫助下侵入重創了長期以來成為西歐東方屏障的東羅馬，致使東羅馬在1453年滅亡，日後奥斯曼土耳其得以多次長驅直入東歐及巴爾幹地帶。數次大規模軍事動員也使西欧各国人民损失惨重，几十万十字军死亡，教廷和封建主却取得了大量的财富。並使日後東方伊斯蘭世界與西方基督教世界互相對立加劇。
- 與此同時，十字軍東征帶動了東西方之間的貿易，使不少商人從中變得富有，他們開始贊助畫家和建築家，令更多人成為畫家或建築家，間接影響了歐洲文藝復興以及軍事改革，亦促進東方伊斯蘭世界與西方基督教世界的交流。

## 十字軍東征參戰國
|  | - 十字軍 - 法蘭西王國 - 奧弗涅伯國 - 安茹伯國 - 貝恩子爵領 - 布洛涅伯國 - 布魯瓦伯國 - 勃艮地公國 - 香檳伯國 - 土魯斯伯國 - 普羅旺斯侯國 - 諾曼地公國 - 天主教勒皮教區 - 布列塔尼公國 - 韋爾芒杜瓦伯國 - 旺多姆公國 - 佛蘭德伯國 - 蒙菲拉托侯國 - 羅德茲伯國 - 法蘭德斯伯國 - 教宗國 - 熱內亞共和國 - 神聖羅馬帝國 - 下洛林公國 - 上洛林公國 - 埃諾公國 - 士瓦本公國 - 奧地利公國 - 波希米亞公國 - 圖林根公國 - 布蘭登堡侯國 - 蒙費拉托侯國 - 巴登藩侯國 - 荷蘭伯國 - 霍爾斯坦 - 蒂羅爾伯國 - 巴伐利亞公國 - 科隆選侯國 - 普利亞大公國 - 塔蘭托邦國 - 東羅馬帝國 - 奇里乞亞亞美尼亞王國 - 安茹帝國 - 諾曼第公國 - 阿基坦公國 - 英格蘭王國 - 普瓦圖伯國 - 耶路撒冷王國 - 的黎波里伯國 - 安條克公國 - 威尼斯共和國 - 拉丁帝國 - 賽普勒斯王國 - 魯姆蘇丹國 - 匈牙利王國 - 匈牙利-克羅埃西亞邦聯 - 加利奇公國 - 軍事修會 - 聖殿騎士團 - 醫院騎士團 - 條頓騎士團 - 立窩尼亞騎士團 - 寶劍騎士團 - 馬爾他騎士團 - 聖地牙哥騎士團 - 耶路撒冷聖墓騎士團 - 聖拉撒路騎士團 | - 穆斯林 - 法蒂玛王朝 - 塞爾柱帝國 - 達尼什曼德王朝 - 穆拉比特王朝 - 阿拔斯王朝 - 埃宥比王朝 - 魯姆蘇丹國 - 大馬士革酋長國 - 霍姆斯酋長國 - 哈馬酋長國 - 阿勒頗酋長國 - 巴勒貝克酋長國 - 巴赫里王朝 - 哈夫斯王朝 - 阿拔斯帝國 |  |

### 引用
中文
1. ↑  . 天主教會台灣地區主教團.[永久]
2. ↑  江茂松. . 網上靈糧.   [2011-01-10]. （原始内容存档于2011-07-28）.
3. 1 2  丁果. . 職場教會聯盟. 2006-08-10  [2011-01-10]. （原始内容存档于2013-09-21）.
4. ↑  赵立行. . 上海:复旦大学报（社会科学版）. 2002, (4): 81.
5. 1 2  Georges Tate（著），吴岳添（译）. . 上海: 上海世纪出版集团、上海书店出版社. 1998. ISBN 7-80622-454-8. G·81
6. 1 2 3  沈敏华; 程栋. . 社会科学. 2001, (12): 53—57.
7. ↑  布瓦松纳. . 北京: 商务印书馆. 1985: 149.
8. ↑  黑格尔. . 上海: 上海书店出版社. 1998: 405. ISBN 9787806784754.
9. ↑  . Jin Ni. （原始内容存档于2013-09-21）.
10. ↑  . 两千年教会历史巡礼. （原始内容存档于2011年5月29日）.
11. 1 2 3  赵立行等. . 上海: 复旦大学出版社. 2005. ISBN 7-309-04646-3. K·161
12. 1 2 3  詹姆斯·W·汤普逊（著）; 耿淡如（译）. . 北京: 商务印书馆. 1997. ISBN 9787100023078.
13. ↑  . 金诺人文. （原始内容存档于2014-04-19）.

外文
1. 1 2  （英文）. New York: McGraw-Hill Book Company. 1966. ISBN 0-07-295515-5. （页面存档备份，存于）
2. ↑  （英文）Jonathan, Riley-Smith. . New York: Oxford University Press. 1999. ISBN 0192853643.
3. 1 2 3  （英文）Bennett, Judith M.; C. Warren Hollister. . The McGraw-Hill Companies, Inc. 2006. ISBN 0-07-295515-5.
4. ↑  （英文）Tyerman, Christopher. . Belknap Press of Harvard University Press. 2006: 51. ISBN 0-674-02387-0.
5. ↑  （英文）.   [2008-02-08]. （原始内容存档于2019-02-23）.
6. 1 2  （英文）Halsall, Paul. . Medieval Sourcebook. 1996  [2011]. （原始内容存档于2011-01-10）.
7. ↑  （英文）Crawford, Paul. . ORB Online Encyclopedia.   [2011-01-07]. （原始内容存档于2011-02-10）.
8. 1 2  （英文）Thompson, James W. . D.Appleton-Century. 1928.
9. ↑  （英文）D. L. O'Leary. . 1923.
10. ↑  （英文）Denys Pringle. . New York: Oxford University Press. 1999.
11. ↑  （英文）P.M.Holt. . Longman. 1989. ISBN 0-582-49302-1.
12. ↑  （英文）Gil, Moshe. . Cambridge University Press. 1997. ISBN 0521599849.
13. ↑  《普通高級中學歷史第三冊》.三民書局. 2013年8月初版
14. ↑  （英文）Treadgold, Warren. . Stanford University Press. 1997. ISBN 0804726302.
15. 1 2  （英文）Thomas Asbridge. . Oxford. 2004. ISBN 0-19-517823-8.
16. ↑  （英文）K. Armstrong. . New York. 1992.
17. ↑   （英文）Lynn H. Nelson. . Speculum. 1978, (53): 697.
18. ↑  （英文）Riley-Smith, Jonathan. . Yale University Press. 2005. ISBN 0826472702.
19. ↑  王北固. . 華胥出版社. ISBN 9789868132108 （中文（臺灣））.
20. ↑  .   [2009-06-10]. （原始内容存档于2016-03-23）.
21. ↑  Eric Christiansen编的The Northern Crusades: Second Edition; 93页; ISBN 978-0-14-026653-5
22. ↑  華爾克，《基督教會史》，謝受靈、趙毅之合譯， (香港：基督教文藝出版社，2005)，397。
23. ↑  李兆強，《初期教會與中古教會史》，（香港：基督教輔僑出版社，1959），257-258。

## 外部連結
- 十字軍東征（页面存档备份，存于）
- The Crusades
- 十字军东征